# Johann Christoph Olearius

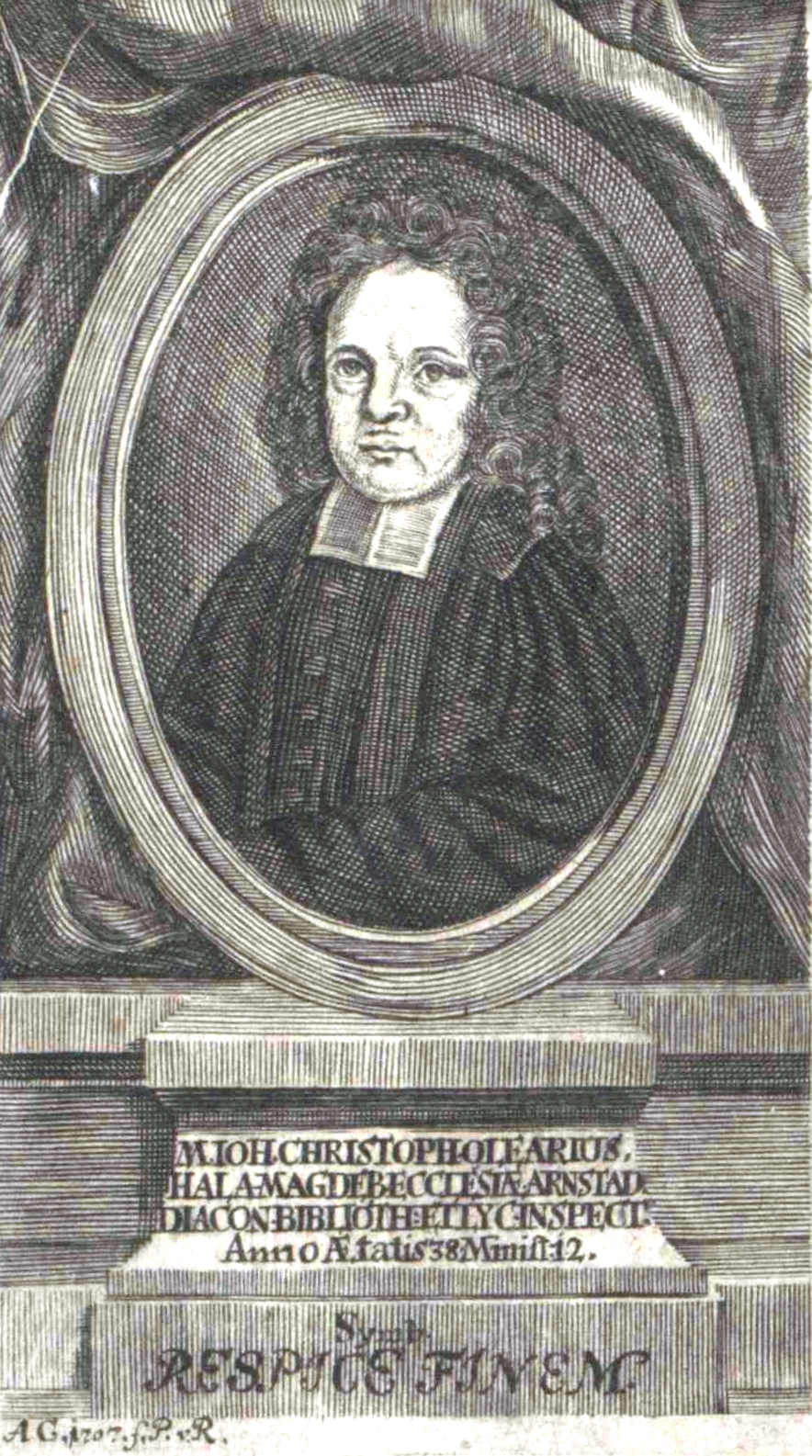
Johann Christoph Olearius im Alter von 38 Jahren

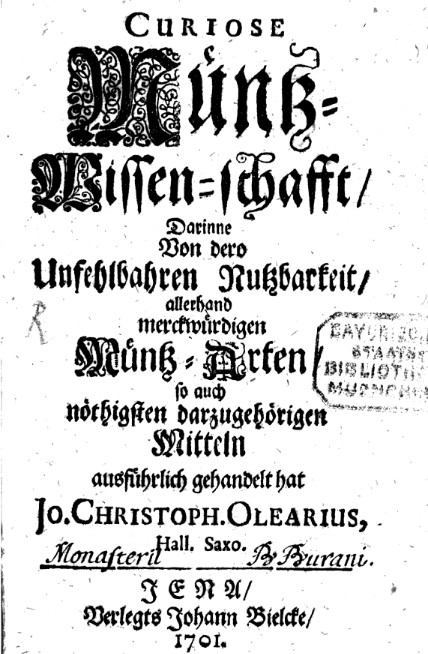
Johann Christoph Olearius, Kuriose Münz-Wissenschaft, 1701

Johann Christoph Olearius (* 17. September 1668 in Halle (Saale); † 31. März 1747 in Arnstadt) war ein deutscher Theologe, Numismatiker, Hymnologe und Historiker.

## Leben
Johann Christoph Olearius war der Sohn des Theologen Johann Gottfried Olearius (1635–1711) und dessen erster Ehefrau Dorothea Malsius (1642–1679), sein Großvater war der Theologe und Chronist Gottfried Olearius. Olearius hatte seine erste Ausbildung privat erhalten und das Gymnasium seiner Heimatstadt Halle besucht. Ab 1687 hatte er ein Studium der philosophischen Wissenschaften an der Universität Jena aufgenommen. Daneben besuchte er auch Vorlesungen der medizinischen, juristischen und der Theologischen Fakultät. Vor allem in Caspar Sagittarius hatte er einen Lehrer gefunden, in dessen Haus er auch untergekommen war und gefördert wurde.
1690 verteidigte er seine Dissertation de collapsis muris Hierichuntinis ad Jus. VI. 20 und wurde im darauf folgenden Jahr Magister der Philosophie. 1693 folgte Johann Christoph Olearius seinem Vater nach Arnstadt, der dort Superintendent war. Aufgrund seiner numismatischen Kenntnisse machte er Bekanntschaft mit Graf Anton Günther II. von Schwarzburg-Sondershausen, der ein großes Münzkabinett besaß. 1694 besetzte er eine freie Predigerstelle in Arnstadt; bei einer Reise vor Amtsantritt lernte er in Berlin den Diplomaten Ezechiel Spanheim (1629–1710), den Numismatiker Lorenz Beger (1653–1705) und Philipp Jacob Spener (1635–1705) kennen. 1695 wurde er Diakon in Arnstadt und übernahm als Bibliothekar die dortige Kirchenbibliothek. Johann Christoph Olearius entwarf in Absprache mit seinem Vater und damaligen Superintendenten in Arnstadt ein Neu-Verbessertes Arnstädtisches Gesangbuch, das erstmals 1701 erschien und zu seinen Lebzeiten bis 1745 in weiteren Auflagen gedruckt wurde. Neu-verbessert konnte er sein Gesangbuch nennen, da es 25 Jahre zuvor, also 1674 (VD17 3:604642M), bereits ein als Arnstadtisch bezeichnetes Gesangbuch gegeben hatte, an das er jedoch inhaltlich kaum angeschlossen haben dürfte. 1711 stieg er zum ersten Diakon auf und war 1712 Archidiakon mit Sitz im fürstlichen Konsistorium. 1714 wurde er Mitglied der Königlich-Preußischen Akademie der Wissenschaften und 1736 Superintendent in Arnstadt.

## Familie
Olearius war zwei Mal verheiratet. Seine erste Ehe hatte er am 1. März 1698 in Arnstadt mit Elisabeth († 7. September 1713 in Arnstadt), der Tochter des Justizrates in Wiedenberg/Vogtl. Johann Krieger, geschlossen. Nach dem Tod der ersten Frau heiratete er am 15. September 1716 Elenora Sabina, die Tochter des Professors der Rechte in Erfurt Ludolf Melchior Lilien. Von den Kindern kennt man:
- Johannes Christian Olearius (* 9. April 1699 in Arnstadt; † 19. September 1776 ebenda), Archidiakon in Arnstadt
- Juliana Elisabeth Olearius (* 14. Oktober 1700 in Arnstadt; † 16. März 1743 ebenda), verh. am 25. November 1727 mit dem Diakon in Buttstädt Johann Friedrich Müller
- Johannes Gottfried Olearius (* 31. März 1702 in Arnstadt; * 25. März 1741 in Plaue), Pfarrer in Plaue
- Johannes Friedrich Olearius (* 25. November 1703 in Arnstadt; † 22. März 1704 ebenda)
- Augusta Johanna Olearius (* 3. Oktober 1706 in Arnstadt; † 3. Mai 1739 in Erfurt), verh. am 22. Februar 1729 in Erfurt mit dem Mediziner Georg Volkmar Hartmann
- Johanna Sophia Olearius (* 8. Dezember 1709 in Arnstadt; † 26. April 1780 ebenda), verh. am 24. Januar 1741 mit dem Arzt in Arnstadt Samuel Caspar Schuhmann

## Werke (Auswahl)
- Neu-Verbessertes Arnstädtisches Gesangbuch, Darinnen Eine vergnügliche Anzahl von Geistlichen und erbaulichen Liedern zufinden, welche nicht allein von reinen Evangelischen Lehrern und andern rechtgläubigen verfertiget, sondern auch hin und wieder, und führnehmlich in Schwartzburgischen Orten und Schulen, in öffentlicher und privat-Andacht bekannt worden. Dabey ein kurtz-verlangtes Gebet-Büchlein, in welchem Allerhand Hauß- Reise und Kirchen Gebete enthalten, Nebst denen nöthigen hierzugehörigen Registern und einer erbaulichen Vorrede, welche auf Begehren hinzu gethan wie auch diß gantze Werck auf des Hoch-Gräfl. Arnstädtischen Consistorii Special-Befehl also eingerichtet hat M. JOH. CHRISTOPH. OLEARIUS, Eccles. Arnstad. Diac. & Bibl. In Arnstadt, Gedruckt und zu finden bey Nicolas Bachm. Hof-Buchdrucker wohnend in der grossen Rosen-Gaße. Bachmann, Arnstadt 1700.
- Kurtzer Entwurff einer nützlichen Lieder-Bibliotheck, Darinne Von Geistlichen Liedern insgemein, auch insonderheit von denen Autoribus, welche dergleichen verfertiget, erkläret oder sonsten davon etwas angemercket, zur Probe eines weitläufigen Wercks gehandelt und zugleich allerhand gute Anmerckungen beygefüget hat M. Joh. Christoph. Olearius, Prediger und Bibl. in Arnstadt. Bielcke, Jena 1702. (Digitalisat)